# Reem Khamis
Reem Khamis (7 de diciembre de 2002) es una deportista alemana que compite en karate, en la modalidad de kumite.
Ganó una medalla de oro en los Juegos Europeos de Cracovia 2023 y dos medallas de oro en el Campeonato Europeo de Karate de 2023.

## Palmarés internacional
| Juegos Europeos    | Juegos Europeos         | Juegos Europeos | Juegos Europeos |
| Año                | Lugar                   | Medalla         | Prueba          |
| ------------------ | ----------------------- | --------------- | --------------- |
| 2023               | Bielsko-Biała (Polonia) | Medalla de oro  | –61 kg          |
| Campeonato Europeo |                         |                 |                 |
| Año                | Lugar                   | Medalla         | Prueba          |
| 2023               | Guadalajara (España)    | Medalla de oro  | –61 kg          |
| 2023               | Guadalajara (España)    | Medalla de oro  | Por equipos     |